# Великий (річка)
Вели́кий — річка в Українських Карпатах, у межах Великоберезнянського і Перечинського районів Закарпатської області. Ліва притока Ужа (басейн Тиси).

## Опис
Довжина 13 км, площа басейну 45,6 км². Похил річки 49 м/км. Річка типово гірська. Долина вузька і глибока, переважно заліснена. Річище слабозвивисте, порожисте.

## Розташування
Великий бере початок на північний схід від села Руський Мочар, на захід від гори Явірник (масив Полонинський Бескид). Тече спершу на південь, у середній та нижній течії — на південний захід. Впадає до Ужа на південний захід від села Пастілки.